# Petroglyph Games
Petroglyph Games — компания, разрабатывающая видеоигры. Состав студии состоит в основном из бывшего состава Westwood Studios, после её расформирования компанией Electronic Arts и слияния со студиями DreamWorks Interactive LLC и EA Pacific в студию EA Los Angeles . Основатели компании работали над проектами Command & Conquer и Dune II.

## История
- 1 апреля 2003 года компания была основана.
- 25 июня компания переехала в собственное здание.
- 26 ноября 2004 года компания Petroglyph объявила о том, что они работают над новой стратегией в реальном времени по мотивам вселенной «Звёздных войн» под названием Star Wars: Empire at War.
- 12 сентября 2005 года было объявлено, что они будут сотрудничать с компанией SEGA над разработкой военно-научной-фантастической RTS для PC. [2]
- 27 января 2007 года Petroglyph объявила о разработке своей второй игры под названием Universe at War: Earth Assault, которая была выпущена 10 декабря этого же года.
- 4 декабря 2008 года Petroglyph совместно с компанией True Games объявила о новой игре под названием Mytheon, которую пообещали выпустить в 2010 году.
- 27 апреля 2009 года было объявлено, что компания будет разрабатывать MMORTS совместно с компанией Trion World Network.
- 29 марта 2010 года Petroglyph выпускает настольную и PC игру под названием Guardians of Graxia.
- 26 апреля 2010 года компании Trion и Petroglyph объявили о том, что их новая MMORTS будет называться End of Nations.
- 25 ноября 2014 года компании Grey Box и Petroglyph объявили о том, что выход их новой RTS Grey Goo намечен на 23 января 2015 года.

## Игры созданные компанией
- Star Wars: Empire at War (2006)
  - Star Wars: Empire at War: Forces of Corruption (2006)
- Universe at War: Earth Assault (2007)
- Panzer General: Allied Assault на Xbox Live Arcade (2009)
- Panzer General: Allied Assault (настольная игра, 2010)
- Mytheon (2010)
- Panzer General: Russian Assault (2010)
- Guardian of Graxia (RTS, 2010)
- Rise Of Immortals (2011)[3]
- Grey Goo (RTS, 2015)
- Battle Battalions (2015)
- 8-Bit Armies (2016)
- 8-Bit Hordes (2016)
- 8-Bit Invaders (2016)
- Forged Battalion (2018)
- Conan Unconquered (2019)
- Command & Conquer Remastered Collection (RTS, 2020)
- The Great War: Western Front[англ.] (2023)
- 9-Bit Armies: A Bit Too Far (26.08.2024)

## Игры в разработке
- Earthbreakers (идейный наследник C&C Renegade, в разработке).

## Закрытые проекты
- Victory Command (RTS, Free-to-Play, закрыта).
- End of Nations (MMORTS, закрыта)[3].

## Движок Alamo
Движок «Alamo», разработанный данной компанией, используется в играх Star Wars: Empire at War и Star Wars: Empire at War: Forces of Corruption. Изменённая версия используется в игре Universe at War: Earth Assault. Текущее название движка GlyphX Engine.